# Alexandr Meňkov
Alexandr Meňkov (rusky Александр Александрович Меньков) (*7. prosince 1990, Minusinsk, Krasnojarský kraj) je ruský sportovec, atlet, který se specializuje na skok daleký. Je v této disciplíně mistrem světa z roku 2013.

## Sportovní kariéra
Při svém prvním startu v kategorii dospělých obsadil na světovém šampionátu v roce 2011 mezi dálkaři šesté místo. O rok později na halovém mistrovství světa skončil v dálce třetí. Na olympiádě v Londýně ve stejném roce obsadil jedenácté místo. Nejúspěšnější pro něj zatím byla sezóna 2013. Na jaře se stal halovým mistrem Evropy ve skoku do dálky a v létě zvítězil na světovém šampionátu v Moskvě. Vytvořil si přitom osobní rekord ve skoku do dálky 856 cm.